# Tamayo Perry
Tamayo Perry (* 15. April 1975 in Hauʻula, Oahu, Hawaii; † 23. Juni 2024 in der Nähe des Mālaekahana Beach, Koolauloa auf Oahu, Hawaii) war ein US-amerikanischer Schauspieler, Profi-Surfer und Rettungsschwimmer.

## Leben
Perry wurde auf der zum US-Bundesstaat Hawaii gehörenden Insel Oahu geboren und war der Sohn von Thomas Perry und Marlene Louise Cunningham, einer Lehrerin. Sein Vater, der ebenfalls Rettungsschwimmer war, nahm ihn früh mit zum Surfen.
Er wuchs in der Nähe der berüchtigten „Banzai Pipeline“ (North Shore) im Nordosten der Insel auf, wo er einige seiner bekanntesten Wellen ritt. Während der Schulzeit an der Kahuku High School lernte er in der siebten Klasse den späteren Musiker Jack Johnson kennen, mit dem ihn eine lebenslange Freundschaft und die Liebe zum Surfen verbanden.
Seit 2001 war er mit der australischen Bodyboarderin Emilia da Silva verheiratet, mit der er die Surfschule „Oahu Surfing Experience“ betrieb. Sie surften auch gemeinsam an verschiedenen Plätzen auf der ganzen Welt, von Flüssen in England bis hin zu Rapa Nui.
2005 erlitt er eine fast tödliche Kopfverletzung, als er vom Surfbrett eines anderen Surfers getroffen wurde. Das Brett verursachte eine acht Zentimeter lange Wunde in seiner Kopfhaut und „schälte“, nach Aussagen Perrys, „seinen Schädel von Ohr zu Ohr“, so dass fast 50 Stiche und 25 Klammern nötig waren, um die Wunde zu schließen. Der Unfall wurde weithin bekannt und war zusammen mit der tödlichen Verletzung des Big-Wave-Surfers Malik Joyeux im selben Jahr ein Grund, Surfer zu ermutigen, beim Surfen an Riff-Breaks Helme zu tragen. Perry wurde zum Vorbild und trug nach dem Unfall einen Schutzhelm, der bei Pipeline-Wettkämpfen zum Standard wurde.
Am 23. Juni 2024 wurde Perry in der Nähe von Mokuʻauia (engl. Goat Island) beim Surfen vor der North Shore von Oahu von einem Hai angegriffen. Bei dem Angriff erlitt er tödliche Verletzungen. Rettungsschwimmer brachten ihn mit Jetskis an Land, wo die herbeigerufenen Sanitäter nur noch seinen Tod feststellen konnten. Perry, der sich als wiedergeborener Christ bezeichnete, starb im Alter von 49 Jahren und hinterließ seine Frau und seine Brüder, Mario und Mark. An der Gedenkfeier im Ehukai Beach Park am 14. Juli 2024 nahmen zahlreiche Menschen teil.
In einem Nachruf zu seinem Tod würdigte ihn die World Surf League als „einen Pipeline-/Teahupo’o-Spezialisten, „Freesurfer“, ehemaligen Wettkämpfer und [als] langjähriges Mitglied der WSL“.

## Karriere
Perry startete mit 17 Jahren seine professionelle Karriere als Surfer, als er an ersten Wettkämpfen in Kalifornien teilnahm – zahlreiche andere Surfspots folgten.
Im Jahr 1999 gewann Perry die Pipeline Master Trials und wurde im Jahr darauf Vierter. Er reiste regelmäßig zum Surfen nach Teahupoʻo auf Tahiti, wo er an mehreren Ausgaben des „Billabong Pro Teahupoʻo“-Wettbewerbs teilnahm und gegen andere Größen des Surfsports wie Kelly Slater und Andy Irons antrat und den fünften Platz erreichte. In Tahiti drehte er auch einige seiner bekanntesten Sportfilme, darunter Islands in the Stream. Außerhalb von Wettkämpfen war er für sein Free- und Pipeline-Surfen bekannt und war regelmäßig in Surfmagazinen und -filmen vertreten. So machte er seine Erfahrungen 2002 in dem Surffilm Blue Crush einem breiteren Publikum auch außerhalb des Surfsports zugänglich.
Das Surfmagazin Stab bezeichnete Perry als „einen der beständigsten und engagiertesten Pipeline-Spezialisten aller Zeiten“ und laut einem Artikel der New York Times „entwickelte Perry einen einzigartigen Tube-Riding-Stil, der von den berühmten Surfern Gerry Lopez und Tom Carroll beeinflusst wurde“. Die Encyclopedia of Surfing schreibt über Perry: „Bis 2005 galt er allgemein als der dominanteste Surfer der Pipeline.“
Nach seinem Unfall im Jahr 2005 begann er eine zweite Karriere als Rettungsschwimmer und engagierte sich für Surf-Etikette und Sicherheit beim Surfen. Im Juli 2016 wurde er Rettungsschwimmer bei der City and County of Honolulu Ocean Safety und war so im Jahr 2020 bei der Rettung des peruanischen Big-Wave-Surfers Tomy Dragich beteiligt. Er war am Sunset Beach von Oahu mit dem Kopf auf seinem Brett aufgeschlagen und bewusstlos geworden war und drohte zu ertrinken.
Neben seiner Karriere als Surfer und Rettungsschwimmer war Perry auch im Kino sowie im Fernsehen zu sehen und machte Werbung für Marken wie Nissan und Coca-Cola. 2004 hatte er eine Stunt-Rolle in Hawaii Crime Story, verkörperte 2011 einen Piraten in Pirates of the Caribbean – Fremde Gezeiten an der Seite von Johnny Depp und war in der Fernsehserie Hawaii Five-O zu sehen. Er trat auch in einigen Filmen als er selbst auf, zum Beispiel in Clean Break (2 Folgen, 2012), This Surfing Life: Big Wave Guardians (2022) und The Best One Ever (2023).
Während und auch nach seiner Karriere als Profi-Surfer war er von 1998 bis 2023 zudem in mehreren Sportfilmen zu sehen. Im deutschen Sprachraum wurde Perry unter anderem von Tim Moeseritz synchronisiert.

## Wettkämpfe
- 1999: Pipeline Master Trials, Platz 1
- 2000: Pipeline Master Trials, Platz 4
- Billabong Pro Teahupoo, Platz 5
- 2011: HIC Pro, Platz 81[10]

## Filmografie (Auswahl)

### Film und Fernsehen
- 2002: Blue Crush
- 2004: Hawaii Crime Story (Stunts)
- 2011: Hawaii Five-0 (Fernsehserie)
- 2011: Pirates of the Caribbean – Fremde Gezeiten
- 2012: Clean Break
- 2015: The Bridge (Miniserie)

### Sportfilme
- 1998: The Bomb
- 2000: Revelation
- 2002: All Aboard
- 2004: Loaded Pipe
- 2004: Islands in the Stream
- 2022: This Surfing Life: Big Wave Guardians
- 2023: The Best One Ever